# La Matrone d'Éphèse (La Fontaine)
La Matrone d'Ephèse est la vingt-sixième fable du livre XII de Jean de La Fontaine située dans le troisième et dernier recueil des Fables de La Fontaine, édité pour la première fois en 1693 mais daté de 1694,,.
La source de cette fable est un récit inclus dans le Satiricon de Pétrone (Ier siècle de notre ère).

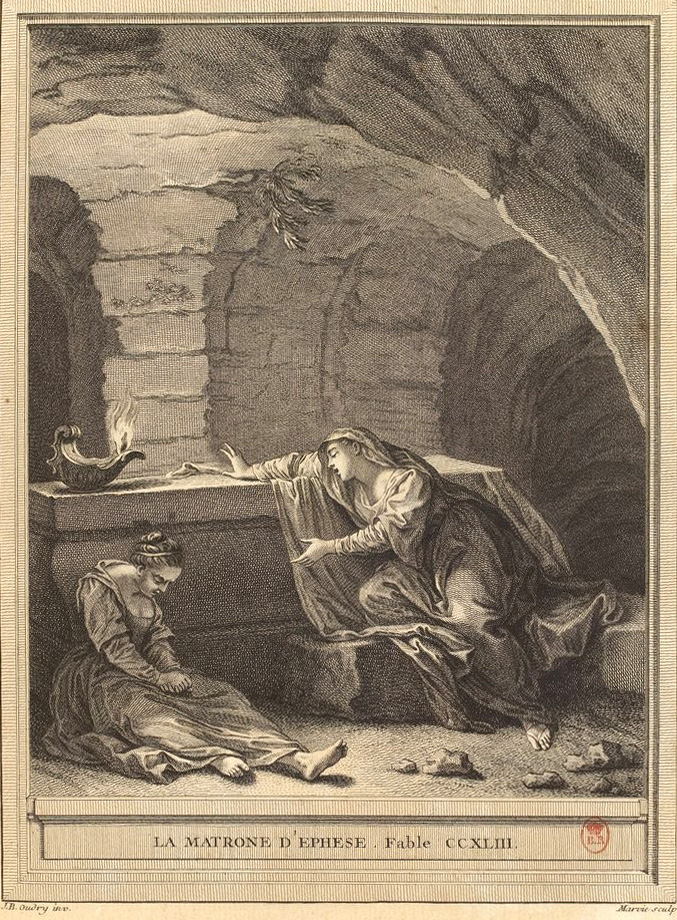
Gravure de Martin Marvie d'après un dessin de Jean-Baptiste Oudry, édition Desaint & Saillant de 1755-1759

## Texte
S'il est un conte usé, commun, et rebattu,

C'est celui qu'en ces vers j'accommode à ma guise.

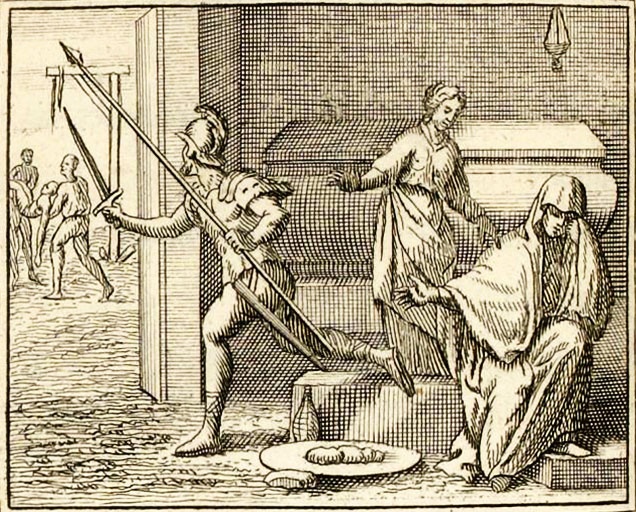
Gravure de François Chauveau (1694)

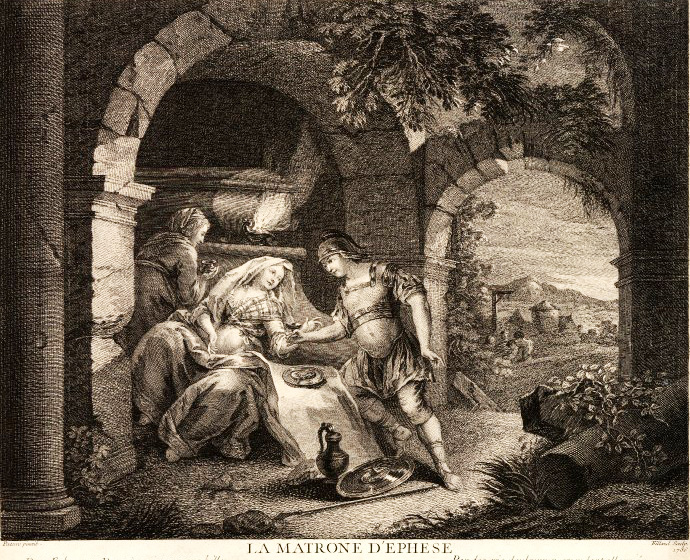
Gravure de Pierre Filloeul (1736)

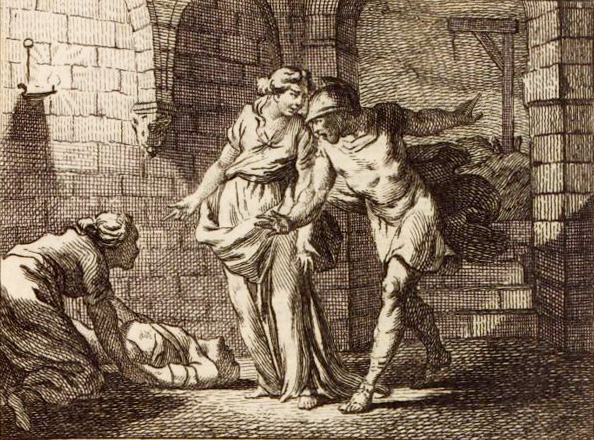
Gravure de Charles-Nicolas Cochin (père) (1743)

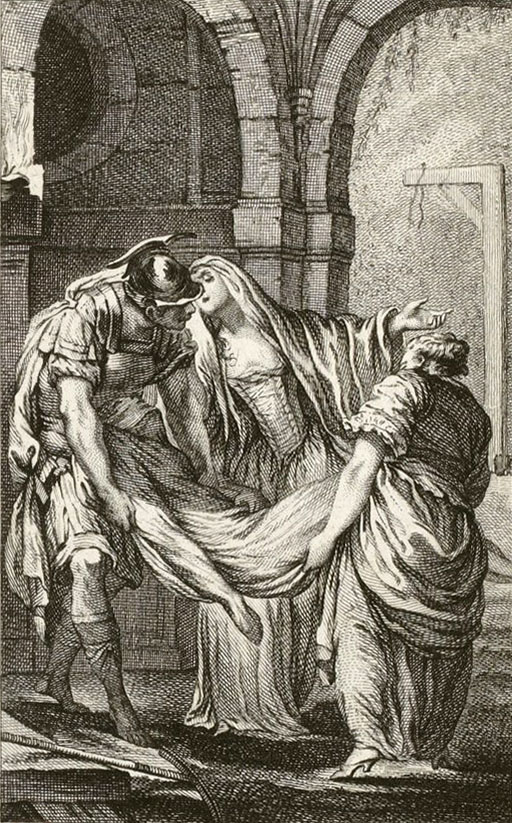
Gravure de Charles-Dominique-Joseph Eisen (1762)

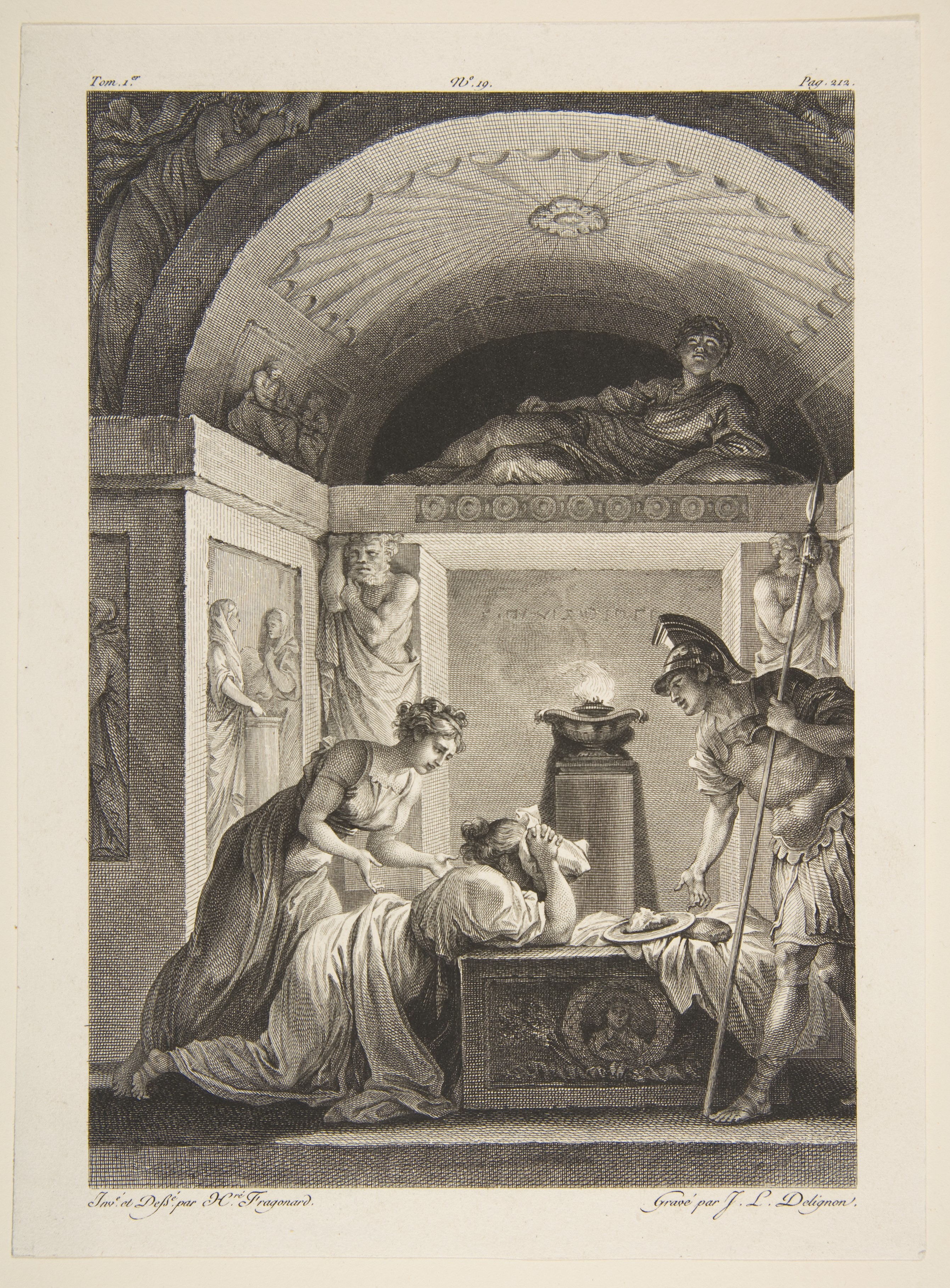
Gravure de Jean-Louis Delignon d'après Jean-Honoré Fragonard (1795)

            "Et pourquoi donc le choisis-tu ?

            Qui t'engage à cette entreprise ?

N'a-t-elle point déjà produit assez d’écrits ?

            Quelle grâce aura ta Matrone

            Au prix de celle de Pétrone ?

Comment la rendras-tu nouvelle à nos esprits ?"

- Sans répondre aux censeurs, car c'est chose infinie,

Voyons si dans mes vers je l'aurai rajeunie.

            Dans Ephèse il fut autrefois

Une dame en sagesse et vertus sans égale

            Et selon la commune voix

Ayant su raffiner sur l'amour conjugale.

Il n’était bruit que d'elle et de sa chasteté:

            On l’allait voir par rareté ;> :

C’était l’honneur du sexe: heureuse sa patrie !

Chaque mère à sa bru l’alléguait pour patron;

Chaque époux la prônait à sa femme chérie

D’elle descendent ceux de la Prudoterie,

            Antique et célèbre maison.

            Son mari l'aimait d'amour folle.

            Il mourut. De dire comment,

            Ce serait un détail frivole

            Il mourut, et son testament

N’était plein que de legs qui l'auraient consolée,

Si les biens réparaient la perte d'un mari

            Amoureux autant que chéri.

Mainte veuve pourtant fait la déchevelée,

Qui n'abandonne pas le soin du demeurant,

Et du bien qu'elle aura fait le compte en pleurant.

Celle-ci par ses cris mettait tout en alarme ;

            Celle-ci faisait un vacarme,

Un bruit, et des regrets à percer tous les cœurs ;

            Bien qu'on sache qu'en ces malheurs

De quelque désespoir qu'une âme soit atteinte,

La douleur est toujours moins forte que la plainte,

Toujours un peu de faste entre parmi les pleurs.

Chacun fit son devoir de dire à l'affligée

Que tout a sa mesure, et que de tels regrets

            Pourraient pécher par leur excès:

Chacun rendit par là sa douleur rengrégée.

Enfin ne voulant plus jouir de la clarté

            Que son époux avait perdue,

Elle entre dans sa tombe, en ferme volonté

D'accompagner cette ombre aux enfers descendue.

Et voyez ce que peut l'excessive amitié;

(Ce mouvement aussi va jusqu’à la folie)

Une esclave en ce lieu la suivit par pitié,

            Prête à mourir de compagnie.

Prête, je m'entends bien; c’est-à-dire en un mot

N'ayant examiné qu'à demi ce complot,

Et jusques à l'effet courageuse et hardie.

L'esclave avec la dame avait été nourrie.

Toutes deux s’entr’aimaient, et cette passion

Était crue avec l’âge au cœur des deux femelles:

Le monde entier à peine eût fourni deux modèles

            D'une telle inclination.

Comme l'esclave avait plus de sens que la dame,

Elle laissa passer les premiers mouvements,

Puis tâcha, mais en vain, de remettre cette âme

Dans l'ordinaire train des communs sentiments.

Aux consolations la veuve inaccessible

S'appliquait seulement à tout moyen possible

De suivre le défunt aux noirs et tristes lieux :

Le fer aurait été le plus court et le mieux,

Mais la dame voulait paître encore ses yeux

            Du trésor qu'enfermait la bière,

            Froide dépouille et pourtant chère.

            C’était là le seul aliment

            Qu'elle prît en ce monument.

            La faim donc fut celle des portes

            Qu’entre d'autres de tant de sortes,

Notre veuve choisit pour sortir d’ici-bas.

Un jour se passe, et deux sans autre nourriture

Que ses profonds soupirs, que ses fréquents hélas

            Qu'un inutile et long murmure

Contre les dieux, le sort, et toute la nature.

            Enfin sa douleur n'omit rien,

             Si la douleur doit s’exprimer si bien.

Encore un autre mort faisait sa résidence

Non loin de ce tombeau, mais bien différemment

            Car il n'avait pour monument

            Que le dessous d'une potence.

Pour exemple aux voleurs on l'avait là laissé.

            Un soldat bien récompensé

            Le gardait avec vigilance.

            Il était dit par ordonnance

Que si d'autres voleurs, un parent, un ami

L'enlevaient, le soldat nonchalant, endormi

            Remplirait aussitôt sa place,

            C'était trop de sévérité ;

            Mais la publique utilité

Défendait que l'on fit au garde aucune grâce.

Pendant la nuit il vit aux fentes du tombeau

Briller quelque clarté, spectacle assez nouveau.

Curieux il y court, entend de loin la dame

            Remplissant l'air de ses clameurs.

Il entre, est étonné, demande à cette femme,

            Pourquoi ces cris, pourquoi ces pleurs,

            Pourquoi cette triste musique,

Pourquoi cette maison noire et mélancolique.

Occupée à ses pleurs à peine elle entendit

            Toutes ces demandes frivoles,

            Le mort pour elle y répondit ;

            Cet objet sans autres paroles

            Disait assez par quel malheur

La dame s'enterrait ainsi toute vivante.

« Nous avons fait serment, ajouta la suivante,

De nous laisser mourir de faim et de douleur. »

Encor que le soldat fût mauvais orateur,

II leur fit concevoir ce que c'est que la vie.

La dame cette fois eut de l'attention;

            Et déjà l'autre passion

            Se trouvait un peu ralentie.

Le temps avait agi. « Si la foi du serment,

Poursuivit le soldat, vous défend l'aliment,

            Voyez-moi manger seulement,

Vous n'en mourrez pas moins. » Un tel tempérament

            Ne déplut pas aux deux femelles :

            Conclusion qu'il obtint d'elles

            Une permission d'apporter son soupé :

Ce qu'il fit; et l'esclave eut le cœur fort tenté

De renoncer dès lors à la cruelle envie

            De tenir au mort compagnie.

«Madame, ce dit-elle, un penser m'est venu:

Qu'importe à votre époux que vous cessiez de vivre ?

Croyez-vous que lui-même il fût homme à vous suivre

Si par votre trépas vous l'aviez prévenu?

Non Madame, il voudrait achever sa carrière.

La nôtre sera longue encor si nous voulons.

Se faut-il à vingt ans enfermer dans la bière ?

Nous aurons tout loisir d'habiter ces maisons.

On ne meurt que trop tôt; qui nous presse ? attendons ;

Quant à moi je voudrais ne mourir que ridée.

Voulez-vous emporter vos appas chez les morts ?

Que vous servira-t-il d'en être regardée ?

            Tantôt en voyant les trésors

Dont le Ciel prit plaisir d'orner votre visage,

            Je disais : hélas ! c'est dommage !

Nous-mêmes nous allons enterrer tout cela. »

A ce discours flatteur la dame s'éveilla

Le dieu qui fait aimer prit son temps; il tira

Deux traits de son carquois; de l'un il entama

Le soldat jusqu'au vif ; l'autre effleura la dame

Jeune et belle elle avait sous ses pleurs de l'éclat,

            Et des gens de goût délicat

Auraient bien pu l'aimer, et même étant leur femme.

Le garde en fut épris: les pleurs et la pitié,

            Sorte d'amour ayant ses charmes,

Tout y fit: une belle, alors qu'elle est en larmes

            En est plus belle de moitié.

Voilà donc notre veuve écoutant la louange,

Poison qui de l'amour est le premier degré ;

            La voilà qui trouve à son gré

Celui qui le lui donne. Il fait tant qu'elle mange;

Il fait tant que de plaire, et se rend en effet

Plus digne d'être aimé que le mort le mieux fait.

            II fait tant enfin qu'elle change ;

Et toujours par degré, comme l'on peut penser :

De l'un à l'autre il fait cette femme passer

            Je ne le trouve pas étrange :

Elle écoute un amant, elle en fait un mari

Le tout au nez du mort qu'elle avait tant chéri.

Pendant cet hyménée un voleur se hasarde

D'enlever le dépôt commis aux soins du garde

Il en entend le bruit; il y court à grands pas

            Mais en vain, la chose était faite.

Il revient au tombeau conter son embarras

            Ne sachant où trouver retraite.

L'esclave alors lui dit le voyant éperdu :

            « L'on vous a pris votre pendu ?

Les lois ne vous feront, dites-vous, nulle grâce ?

Si Madame y consent j'y remédierai bien.

            Mettons notre mort en la place,

            Les passants n'y connaîtront rien. »

La dame y consentit. O volages femelles !

La femme est toujours femme ; il en est qui sont belles,

            Il en est qui ne le sont pas.

            S'il en était d'assez fidèles,

            Elles auraient assez d'appas.

Prudes vous vous devez défier de vos forces.

Ne vous vantez de rien. Si votre intention

            Est de résister aux amorces,

La nôtre est bonne aussi ; mais l'exécution

Nous trompe également ; témoin cette Matrone.

            Et n'en déplaise au bon Pétrone,

Ce n'était pas un fait tellement merveilleux

Qu'il en dut proposer l'exemple à nos neveux.

Cette veuve n'eut tort qu'au bruit qu'on lui vit faire,

Qu'au dessein de mourir, mal conçu, mal formé ;

            Car de mettre au patibulaire

            Le corps d'un mari tant aimé,

Ce n'était pas peut-être une si grande affaire.

Cela lui sauvait l'autre; et tout considéré,

Mieux vaut goujat debout qu'empereur enterré.
— Jean de La Fontaine, Fables de La Fontaine, La Matrone d’Ephèse